# Aglandzia
Aglandzia oder Aglantzia (griechisch Αγλαντζιά; türkisch Eğlence) ist eine Stadtgemeinde im Großraum von Nikosia auf Zypern.

## Geografie

### Geografische Lage

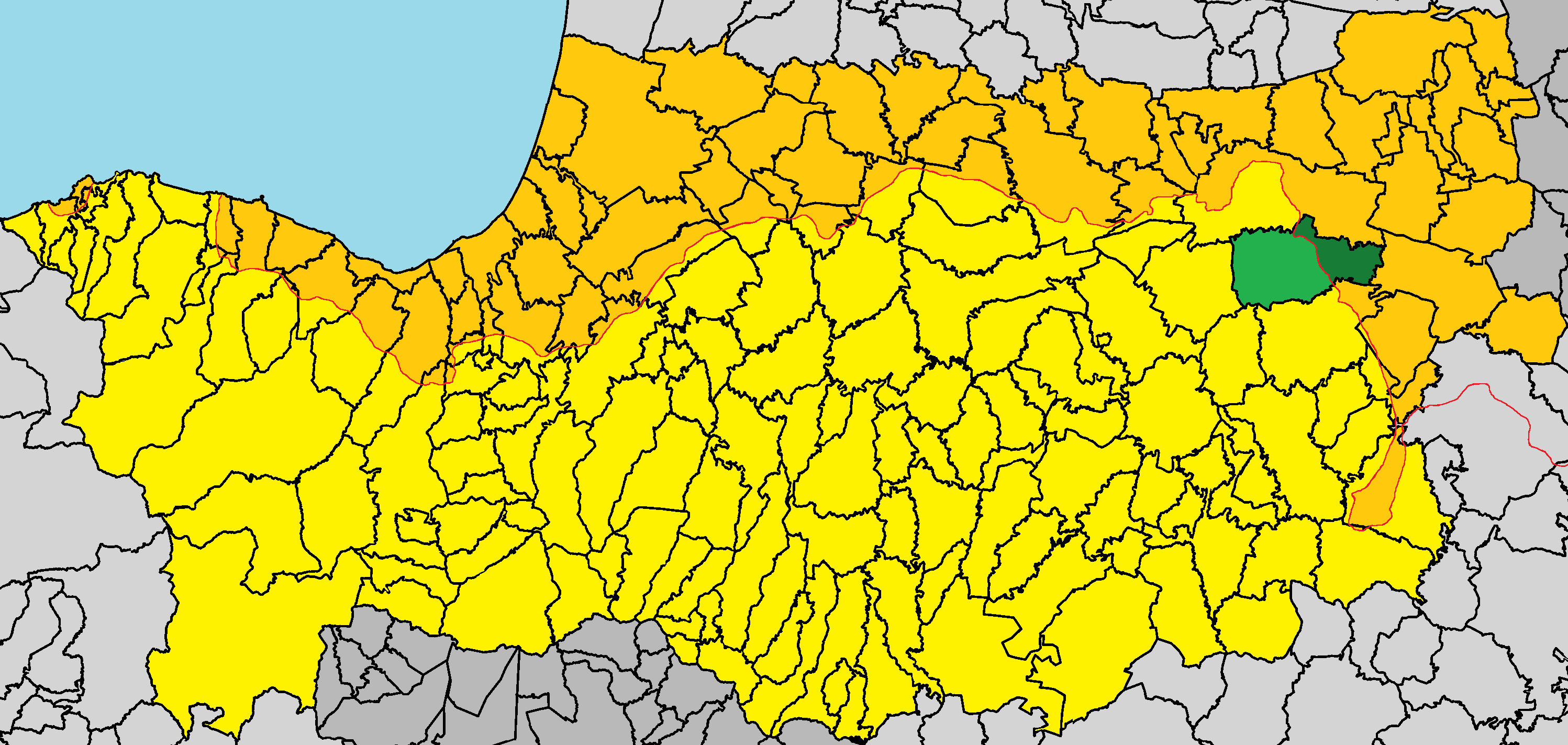
Lage im Bezirk Nikosia

Aglandzia liegt südöstlich von der Hauptstadt Nikosia im Bezirk Nikosia auf Zypern auf einer Verwaltungsfläche von etwa 31 Quadratkilometern, auf denen hauptsächlich Waldparks und landwirtschaftliche Flächen liegen. Es ist außerdem der höchstgelegene Vorort von Nikosia, auf Hügeln erbaut.
Nordwestlich fließt der Katewa. Im Norden von Aglandzia befindet sich der Athalassa National Forest Park, mit verschiedenen Flüssen und Seen, darunter der Athalassa-See.

### Nachbargemeinden
Nördlich befindet sich Nikosia, östlich Tymbou, südlich Geri, südwestlich Latsia und westlich Strovolos.

## Geschichte
Aglandzia war schon seit 1974 von türkischen Truppen besetzt. Im Mai des Jahres 1986, nach einem Referendum, wurde es zur Gemeinde erklärt.

## Bevölkerung
Bei der Bevölkerungszählung 2021 hatte die Gemeinde insgesamt 21.544 Einwohner.

## Politik

### Bürgermeister
Die Bürgermeister der Gemeinde Aglandzia waren:
- Andreas Petrou (1986–2011)
- Kostas Kortas (2012–2016)
- Charalambos Petridis (2017–Juni 2020)
- Marios Cheiridis (Juni 2020–August 2020)
- Andreas Constantinou (ab August 2020)

### Gemeindepartnerschaften
Aglandzia hat Gemeindepartnerschaften mit:
- Asow (Russland)
- Zografos (Griechenland)
- Kalamata (Griechenland)[7]

## Kultur und Sehenswürdigkeiten
- Der Athalassa National Forest Park ist ein 8,5 Quadratkilometer großer botanischer Garten und ist damit die einzige grüne Lunge der Hauptstadt Nikosia.[8] Er befindet sich im Süden von Aglandzia.

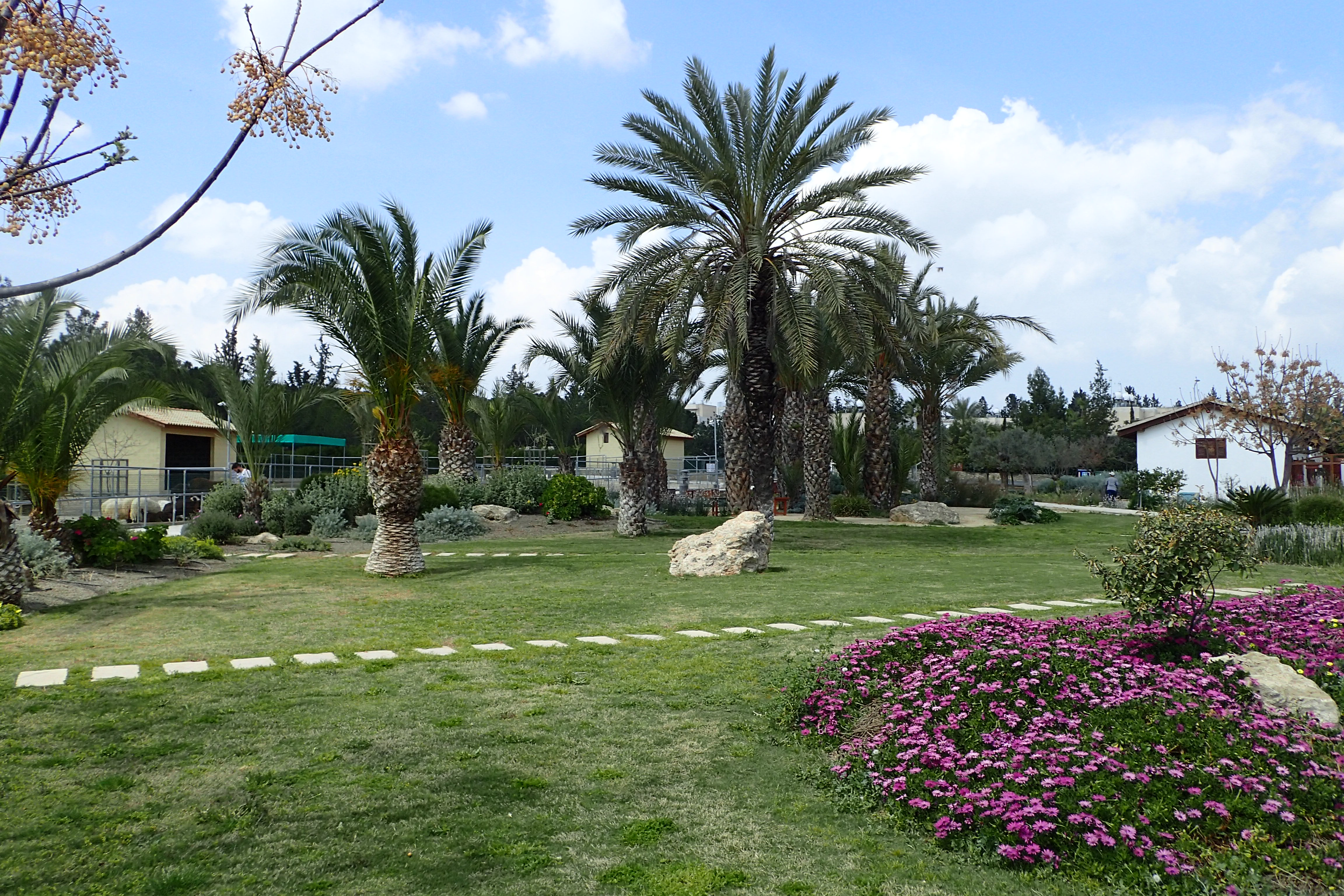
Der Athalassa National Forest Park in der Nähe des Informations Centers

- Der Athalassa-See ist ein natürlich entstandener und salzhaltiger See im Süden des Agios Georgios Parks im Waldpark von Athalassa.[9]

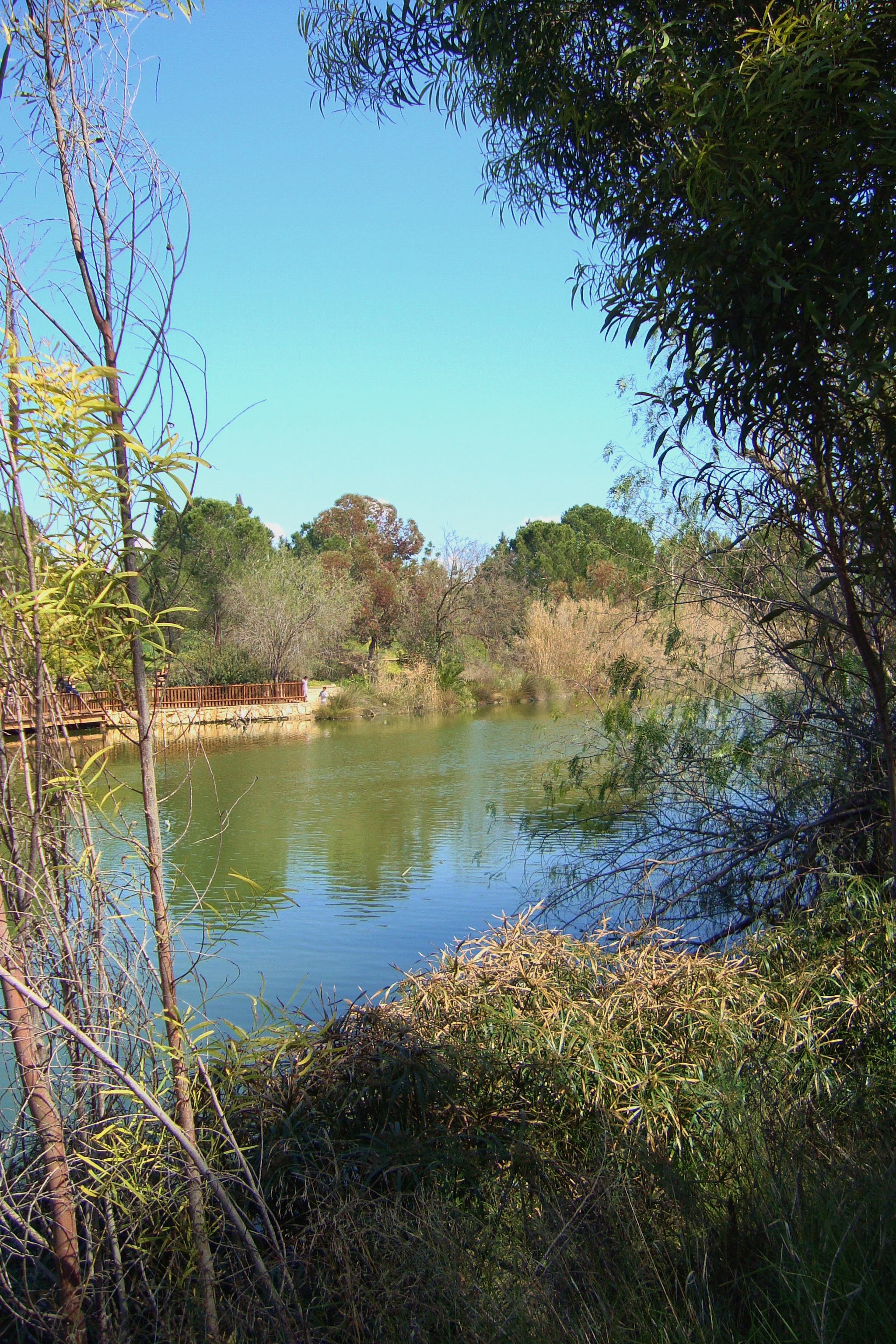
Der Athalassa-See im Waldpark von Athalassa

- Die Agia Varvara ist eine Kirche nördlich des Athalassa National Forest Parks und des Agios-Georgios-Sees.
- Südlich von Aglandzia liegt die im 14. Jahrhundert unter Jakob I. erbaute Burgruine La Cava.[10]